# Структура Медичних сил Збройних сил України
Медична служба Збройних сил України підпорядковується Командуванню Медичних сил Збройних Сил України. Терени України поділяються на зони відповідальності Військово-медичних клінічних центрів: Головного ВМКЦ, ВМКЦ Західного регіону, ВМКЦ Південного регіону, ВМКЦ Північного регіону, ВМКЦ Східного регіону та ВМКЦ Центрального регіону. Цим Військово-медичним клінічним центрам належить управління медичними частинами та закладами та всестороннє медичне забезпечення військ (сил) у зоні їх територіальної відповідальності. При кожному ВМКЦ також є мобільні військові госпіталі, котрі застосовуються в особливий період у країні. 

## Командування
- Командування Медичних сил Збройних Сил України[2] (м. Київ)

## Центральні та регіональні підрозділи
Частини (установи) медичної служби є самостійними (окремими) медичними формуваннями, які включаються до складу з'єднань і медичної служби оперативних (оперативно-стратегічних) об'єднань або знаходяться в безпосередньому підпорядкуванні медичної служби видів Збройних Сил, військових округів та центру (МО). Вони мають свій номер, своє військове господарство і печатку. До таких формувань відносяться окремі медичні батальйони дивізій, окремі медичні загони, санітарно-транспортні частини, військово-польові госпіталі, санаторії, протиепідемічні установи, установи медичного постачання, військово-медичні навчальні заклади тощо.
Розташування основних частин медичної служби ЗС України на кінець 2013 р.:
- Санітарно-епідеміологічне управління (м. Київ, в/ч А2417):
  - 10-е регіональне санітарно-епідеміологічне управління (м. Київ, А0972);
  - 27-е регіональне санітарно-епідеміологічне управління (м. Одеса, в/ч А4502):
    - 37-е територіальне санітарно-епідеміологічне управління (м. Дніпро, в/ч А4508);

  - 28-е регіональне санітарно-епідеміологічне управління (м. Львів, в/ч А4520);
  - 108-е регіональне санітарно-епідеміологічне управління (м. Харків, в/ч А4510);
  - 740-е регіональне санітарно-епідеміологічне управління (м. Вінниця, в/ч А4516):
    - 30-е територіальне санітарно-епідеміологічне управління (м. Житомир, в/ч А4522);
- Головний військово-медичний клінічний центр «ГВКГ» (м. Київ):
  - Військово-медичний клінічний центр ППОС (Київська обл., м. Ірпінь, в/ч А2923);
  - Центральна стоматологічна поліклініка (м. Київ);
  - (56-й військовий лазарет) (Київська обл., смт Макарів, в/ч А1955);
  - Центр медичної реабілітації й санаторного лікування «Пуща-Водиця» (м. Київ, в/ч А1931);
- Військово-медичний клінічний центр Південного регіону (м. Одеса):
  - 68-й військовий шпиталь (Дніпропетровська обл., Новомосковський р-н, смт Черкаське, в/ч А1615);
  - 385-й військовий шпиталь (м. Дніпро, в/ч А4615);
  - 450-й військовий шпиталь (м. Запоріжжя, в/ч А3309);
  - 1467-й військовий шпиталь (м. Миколаїв, в/ч А2428);
  - (58-й військовий лазарет) (Дніпропетровська обл., м. Кривий Ріг, в/ч А2773);
  - 61-й мобільний військовий шпиталь (м. Одеса, в/ч А0318);
  - (1644-й медичний склад) (Миколаївська обл., Первомайський р-н, с. Грушівка, в/ч А4619);
- Військово-медичний клінічний центр Північного регіону (м. Харків, в/ч А3306):
  - 9-й військовий шпиталь (Чернігівська обл., Козелецький р-н, смт Десна, в/ч А4302);
  - 387-й гарнізонний військовий шпиталь (м. Полтава, в/ч А-3114):
    - 8-ма окрема автомобільна санітарна рота;

  - 407-й військовий шпиталь (м. Чернігів, в/ч А-3120);
  - 65-й мобільний військовий шпиталь (м. Харків, в/ч А-0209);
- Військово-медичний клінічний центр Західного регіону (м. Львів):
  - 376-й військовий шпиталь (м. Чернівці, в/ч А1028);
  - 498-й військовий шпиталь (м. Луцьк, в/ч А4554);
  - 1121-ша поліклініка з денним стаціонаром (м. Івано-Франківськ);
  - 1129-й гарнізонний військовий шпиталь (м. Рівне, в/ч А1446);
  - 1397-й військовий шпиталь (Закарпатська обл., м. Мукачеве, в/ч А1047);
  - Центр медичної реабілітації й санаторного лікування «Трускавецький» (Львівська обл., м. Трускавець, в/ч А1700);
  - 66-й мобільний військовий шпиталь (м. Львів, в/ч А0233, в/ч пп В2089);[4]
- Військово-медичний клінічний центр Центрального регіону (м. Вінниця):
  - 10-й військовий шпиталь (м. Хмельницький, в/ч А2339):
    - 7-ма окрема автомобільна санітарна чота (в/ч А1056, в/ч пп В2581);

  - 409-й військовий шпиталь (м. Житомир, в/ч А1065);
  - 762-й військовий шпиталь (Київська обл., м. Біла Церква, в/ч А3122);
  - (1445-та військова поліклініка) (Хмельницька обл., м. Старокостянтинів, в/ч А3267);
  - (54-й військовий лазарет) (Кіровоградська обл., в/ч А0945);
  - Центр медичної реабілітації й санаторного лікування «Хмельник» (Вінницька обл., м. Хмельник, в/ч А1168);
  - 59-й мобільний військовий шпиталь (м. Вінниця, в/ч А0206);
  - 1314-й медичний склад (Вінницька обл, Барський р-н, с. Балки, в/ч А1603);
- Частини центрального підпорядкування:
  - Центр судових експертиз МОУ (м. Київ);
  - 2160-й центральний медичний склад (Черкаська обл., смт Маньківка, в/ч А1382);
  - 4962-й центральний медичний склад (м. Київ, в/ч А1952);
  - 148-й центр формування й зберігання медичної техніки й майна (Київська обл., м. Біла Церква, в/ч А0211);
  - 149-й центр формування й зберігання медичної техніки й майна (Житомирська обл., м. Бердичів, в/ч А0503);
  - 150-й центр формування й зберігання медичної техніки й майна (Запорізька обл., м. Токмак, в/ч А1209);
  - 151-й центр формування й зберігання медичної техніки й майна (Полтавська обл., Полтавський р-н, с. Терентіївка, в/ч А2554);
- Військово-медичні навчальні заклади:
  - Українська військово-медична академія (м. Київ);
  - Кафедра медицини катастроф і військової медицини ЗДМУ (м. Запоріжжя);
  - Кафедра медицини катастроф і військової медицини ХНМУ (м. Харків);
  - Кафедра медицини катастроф і військової медицини ТДМУ (м. Тернопіль);
  - НДІ проблем військової медицини (Київська обл., м. Ірпінь, в/ч А1200).

## Втрачені в Криму
- Військово-медичний клінічний центр Кримського регіону (в/ч -, м. Севастополь)
  - 57-й військовий мобільний госпіталь (в/ч -, м. Севастополь)
  - 386-й базовий військовий госпіталь імені Святителя Луки (в/ч А4614, Автономна республіка Крим, м. Сімферополь)
  - 540-й центральний військово-морський госпіталь (в/ч А1716, м. Севастополь)
  - Центр реабілітації, санаторного лікування та спеціальної підготовки особового складу ВМС і ВПС (в/ч А1883, Автономна республіка Крим, м. Судак)
  - Центр медичної реабілітації та санаторного лікування «Феодосійський» (в/ч А1370, Автономна республіка Крим, м. Феодосія)
  - Центр медичної реабілітації та санаторного лікування «Крим» (в/ч А0360, Автономна республіка Крим, Алуштинський р- н, смт Партенід)
  - Центральний дитячий клінічний санаторій (в/ч А1514, Автономна республіка Крим, м. Євпаторія)
  - 4-й санітарно-епідеміологічний загін (в/ч А4504, Автономна республіка Крим, м. Сімферополь)
  - 1030-й санітарно-епідеміологічний загін (в/ч А3172, м. Севастополь)